# Championnats d'Europe espoirs d'athlétisme 2011
Navigation
2009 2013
Les 8es Championnats d'Europe espoirs d'athlétisme se déroulent du 14 au 17 juillet 2011 au stade Městský d'Ostrava, en République tchèque.

## Faits marquants
L'Ukrainien Sheryf El-Sheryf remporte le concours du triple saut en réalisant la deuxième meilleure performance mondiale de l'année avec 17,72 m. Son record personnel avant le début de la compétition était de 16,92 m.
La compétition est marquée par le doublé 800 - 1 500 mètres de la Russe Yelena Arzhakova, finalement disqualifiée, et celui 5 000 - 10 000 mètres de l'Azerbaïdjanaise Layes Abdullayeva.

## Résultats

### Hommes
| Épreuves | Or                                                                                 | Argent                                                                                | Bronze                                                                         |
| --- | ---------------------------------------------------------------------------------- | ------------------------------------------------------------------------------------- | ------------------------------------------------------------------------------ |
| 100 m | James Alaka 10 s 45                                                                | Michael Tumi 10 s 47                                                                  | Andrew Robertson 10 s 52                                                       |
| 200 m | Likoúrgos-Stéfanos Tsákonas 20 s 56 (PB)                                           | James Alaka 20 s 60                                                                   | Pavel Maslák 20 s 67                                                           |
| 400 m | Nigel Levine 46 s 10                                                               | Brian Gregan 46 s 12 (PB)                                                             | Luke Lennon-Ford 46 s 22                                                       |
| 800 m | Adam Kszczot 1 min 46 s 71                                                         | Kevin López 1 min 46 s 93                                                             | Mukhtar Mohammed 1 min 48 s 01                                                 |
| 1 500 m | Florian Carvalho 3 min 50 s 42                                                     | James Shane 3 min 50 s 58                                                             | David Bustos 3 min 50 s 59                                                     |
| 5 000 m | Sindre Buraas 14 min 22 s 69                                                       | Ross Millington 14 min 22 s 78                                                        | Jesper van der Wielen 14 min 23 s 31                                           |
| 10 000 m | Sondre Nordstad Moen 28 min 41 s 66 (PB)                                           | Ahmed El Mazoury 28 min 46 s 97 (PB)                                                  | Musa Roba-Kinkal 28 min 57 s 91 (SB)                                           |
| 110 m haies | Sergueï Choubenkov 13 s 56                                                         | Balázs Baji 13 s 58 (PB)                                                              | Lawrence Clarke 13 s 62                                                        |
| 400 m haies | Jack Green 49 s 13                                                                 | Nathan Woodward 49 s 28                                                               | Emir Bekrić 49 s 61 (NR)                                                       |
| 3 000 m steeple | Sebastián Martos 8 min 35 s 35                                                     | Abdelaziz Merzougui 8 min 36 s 21                                                     | Alexandru Ghinea 8 min 38 s 51                                                 |
| 20 km marche | Dawid Tomala 1 h 24 min 21 s                                                       | Denis Strelkov 1 h 24 min 25                                                          | Valeriy Filipchuk 1 h 24 min 30 s                                              |
| 4 × 100 m | Italie Michael Tumi Francesco Basciani Davide Manenti Delmas Obou 39 s 05          | Royaume-Uni Andrew Robertson Kieran Showler-Davis Richard Kilty Daniel Talbot 39 s 10 | Allemagne Florian Hübner Maximilian Kessler Robin Erewa Felix Göltl 39 s 19    |
| 4 × 400 m | Royaume-Uni Nigel Levine Thomas Phillips Jamie Bowie Luke Lennon-Ford 3 min 3 s 53 | Pologne Michal Pietrzak Jakub Krzewina Łukasz Krawczuk Mateusz Fórmanski 3 min 3 s 62 | Russie Aleksey Kenig Anton Volobuev Artem Vazhov Vladimir Krasnov 3 min 4 s 01 |
| Saut en hauteur | Bohdan Bondarenko 2,30 m (PB)                                                      | Sergey Mudrov 2,30 m (PB)                                                             | Miguel Ángel Sancho 2,21 m (SB)                                                |
| Saut à la perche | Paweł Wojciechowski 5,70 m (PB)                                                    | Karsten Dilla 5,60 m                                                                  | Dmitriy Zhelyabin 5,55 m                                                       |
| Saut en longueur | Aleksandr Menkov 8,08 m                                                            | Marcos Chuva 7,94 m                                                                   | Guillaume Victorin 7,86 m (PB)                                                 |
| Triple saut | Sheryf El-Sheryf 17,72 m (CR)                                                      | Aleksey Fyodorov 16,85 m                                                              | Yuriy Kovalyov 16,82 m                                                         |
| Lancer du poids | David Storl 20,45 m (CR)                                                           | Dmytro Savytskyy 19,18 m (PB)                                                         | Marin Premeru 18,83 m                                                          |
| Lancer du disque | Lawrence Okoye 60,70 m                                                             | Mykyta Nesterenko 59,67 m                                                             | Fredrik Amundgård 59,42 m (SB)                                                 |
| Lancer du javelot | Till Wöschler 84,38 m (PB)                                                         | Fatih Avan 84,11 m                                                                    | Dmitriy Tarabin 83,18 m                                                        |
| Lancer du marteau | Paweł Fajdek 78,54 m (PB)                                                          | Javier Cienfuegos 73,03 m                                                             | Aleh Dubitski 72,52 m                                                          |
| Décathlon | Thomas Van der Plaetsen 8 157 pts (NR)                                             | Eduard Mihan 8 152 pts (PB)                                                           | Mihail Dudaš 8 117 pts (PB)                                                    |
| Records et Performances - AR : Record continental (area record) - CR : Record des championnats (championship record) - MR : Record du meeting (meet record) - NR : Record national (national record) - OR : Record olympique (olympic record) - PR : Record paralympique (paralympic record) - PB : Record personnel (personal best) - SB : Meilleure performance personnelle de la saison (season's best) - WL : Meilleure performance mondiale de l'année (world leader) - WJR : Record du monde junior (world junior record) - WR : Record du monde (world record) Circonstances et Conditions - DNF : N'a pas terminé (did not finish) - DNS : N'a pas pris le départ (did not start) - DQ : Disqualification (disqualification) - NM : Aucun essai valable enregistré (No Mark) - Q : Qualifié « directement » au prochain tour (ou à la prochaine compétition), lors d'une compétition majeure, grâce au classement ou à la réalisation des minima (automatic qualifier) - q : Qualifié au prochain tour (ou à la prochaine compétition), lors d'une compétition majeure, grâce au repêchage ou à la réalisation de l'une des meilleures performances parmi celles des « non qualifiés directement » (grâce au meilleur temps ou à la meilleure distance par exemple) (secondary qualifier) |                                                                                    |                                                                                       |                                                                                |

### Femmes
| Épreuves | Or                                                                                            | Argent                                                                                        | Bronze                                                                             |
| --- | --------------------------------------------------------------------------------------------- | --------------------------------------------------------------------------------------------- | ---------------------------------------------------------------------------------- |
| 100 m | Andreea Ogrăzeanu 11 s 65                                                                     | Leena Günther 11 s 75                                                                         | Anna Kiełbasińska 11 s 77                                                          |
| 200 m | Anna Kiełbasińska 23 s 23 (PB)                                                                | Moa Hjelmer 23 s 24                                                                           | Marit Dopheide 23 s 32                                                             |
| 400 m | Olga Topilskaya 51 s 45                                                                       | Yuliya Terekhova 52 s 63                                                                      | Lena Schmidt 52 s 66                                                               |
| 800 m | Merve Aydın 2 min 00 s 46 (SB)                                                                | Lynsey Sharp 2 min 00 s 65 (PB)                                                               | Aleksandra Bulanova 2 min 01 s 40                                                  |
| 1 500 m | Tugba Karakaya 4 min 20 s 80                                                                  | Corinna Harrer 4 min 21 s 52                                                                  | Katarzyna Broniatowska 4 min 22 s 06                                               |
| 5 000 m | Layes Abdullayeva 15 min 29 s 47 (NR)                                                         | Yekaterina Gorbunova DQ (15 min 45 s 14)                                                      | Stevie Stockton 15 min 58 s 51 (PB)                                                |
| 10 000 m | Layes Abdullayeva 32 min 18 s 05 (CR)                                                         | Lyudmyla Kovalenko 33 min 35 s 36                                                             | Catarina Ribeiro 34 min 10 s 39 (PB)                                               |
| 100 m haies | Alina Talay 12 s 91 (SB)                                                                      | Lisa Urech 13 s 00                                                                            | Cindy Roleder 13 s 10                                                              |
| 400 m haies | Hanna Yaroshchuk 54 s 77 (PB)                                                                 | Hanna Titimets 54 s 91                                                                        | Meghan Beesley 55 s 69 (PB)                                                        |
| 3 000 m steeple | Gülcan Mıngır 9 min 47 s 83                                                                   | Jana Sussman 9 min 48 s 01                                                                    | Mariya Shatalova 9 min 48 s 22 (SB)                                                |
| 20 km marche | Júlia Takács 1 h 31 min 55 s                                                                  | Antonella Palmisano 1 h 36 min 26 s                                                           | Eleonora Giorgi 1 h 38 min 41 s                                                    |
| 4 × 100 m. | Russie Yekaterina Filatova Alena Tamkova Yekaterina Kuzina Nina Argunova 44 s 14              | France Yariatou Touré Sarah Goujon Orlann Ombissa Cornnelly Calydon 44 s 26                   | Royaume-Uni Annabelle Lewis Emily Diamond Torema Thompson Asha Philip 44 s 41      |
| 4 × 400 m | Russie Yevgeniya Subbotina Yekaterina Yefimova Yuliya Terekhova Olga Topilskaya 3 min 27 s 72 | Ukraine Kateryna Plyashechuk Alina Lohvynenko Anna Yaroshchuk Yuilya Olishevska 3 min 30 s 13 | France Clémence Sorgnard Marie Gayot Elea-Mariama Diarra Floria Guei 3 min 31 s 73 |
| Saut en hauteur | Esthera Petre 1,98 m (CR)                                                                     | Oksana Okuneva 1,94 m (PB)                                                                    | Burcu Ayhan 1,94 m (NR)                                                            |
| Saut à la perche | Holly Bleasdale 4.55                                                                          | Ekateríni Stefanídi 4.45 (PB)                                                                 | Annika Roloff 4.40 (PB)                                                            |
| Saut en longueur | Darya Klishina 7,05 m (CR)                                                                    | Ivana Španović 6,74 m (SB)                                                                    | Sosthene Moguenara 6,74 m (PB)                                                     |
| Triple saut | Paraskeví Papahrístou 14,40 m                                                                 | Carmen Toma 13,92 m                                                                           | Anna Jagaciak 13,86 m                                                              |
| Lancer du poids | Yevgeniya Kolodko 18,87 m                                                                     | Sophie Kleeberg 17,92 m (PB)                                                                  | Melissa Boekelman 17,88 m                                                          |
| Lancer du disque | Julia Fischer 59,60 m (PB)                                                                    | Nastassia Kashtanava 56,25 m                                                                  | Anita Márton 54,14 m                                                               |
| Lancer du javelot | Sarah Mayer 59,29 m (PB)                                                                      | Vira Rebryk 58,95 m                                                                           | Oona Sormunen 58,54 m                                                              |
| Lancer du marteau | Bianca Perie 71,59 (CR)                                                                       | Joanna Fiodorow 70,06 (PB)                                                                    | Sophie Hitchon 69,59 (NR)                                                          |
| Heptathlon | Grit Šadeiko 6 134 pts (PB)                                                                   | Katerina Cachová 6 123 pts (PB)                                                               | Yana Maksimava 6 075 pts                                                           |
| Records et Performances - AR : Record continental (area record) - CR : Record des championnats (championship record) - MR : Record du meeting (meet record) - NR : Record national (national record) - OR : Record olympique (olympic record) - PR : Record paralympique (paralympic record) - PB : Record personnel (personal best) - SB : Meilleure performance personnelle de la saison (season's best) - WL : Meilleure performance mondiale de l'année (world leader) - WJR : Record du monde junior (world junior record) - WR : Record du monde (world record) Circonstances et Conditions - DNF : N'a pas terminé (did not finish) - DNS : N'a pas pris le départ (did not start) - DQ : Disqualification (disqualification) - NM : Aucun essai valable enregistré (No Mark) - Q : Qualifié « directement » au prochain tour (ou à la prochaine compétition), lors d'une compétition majeure, grâce au classement ou à la réalisation des minima (automatic qualifier) - q : Qualifié au prochain tour (ou à la prochaine compétition), lors d'une compétition majeure, grâce au repêchage ou à la réalisation de l'une des meilleures performances parmi celles des « non qualifiés directement » (grâce au meilleur temps ou à la meilleure distance par exemple) (secondary qualifier) |                                                                                               |                                                                                               |                                                                                    |

## Tableau des médailles
| Rang  | Nation | Or | Argent | Bronze | Total |
| ----- | ------ | -- | ------ | ------ | ----- |
| 1     | RUS    | 7  | 4      | 6      | 18    |
| 2     | GBR    | 6  | 5      | 9      | 20    |
| 3     | GER    | 4  | 3      | 8      | 15    |
| 4     | POL    | 5  | 2      | 3      | 10    |
| 5     | UKR    | 3  | 7      | 1      | 11    |
| 6     | ROU    | 3  | 1      | 1      | 5     |
| 6     | TUR    | 3  | 1      | 1      | 5     |
| 8     | GRE    | 2  | 1      | 0      | 3     |
| 9     | NOR    | 2  | 0      | 1      | 3     |
| 10    | AZE    | 2  | 0      | 0      | 2     |
| 11    | ESP    | 2  | 3      | 2      | 7     |
| 13    | BLR    | 1  | 2      | 2      | 5     |
| 12    | ITA    | 1  | 3      | 1      | 5     |
| 14    | FRA    | 1  | 1      | 2      | 4     |
| 15    | BEL    | 1  | 0      | 0      | 1     |
| 15    | EST    | 1  | 0      | 0      | 1     |
| 17    | SRB    | 0  | 1      | 2      | 2     |
| 18    | CZE    | 0  | 1      | 1      | 2     |
| 18    | HUN    | 0  | 1      | 1      | 2     |
| 18    | POR    | 0  | 1      | 1      | 2     |
| 21    | IRL    | 0  | 1      | 0      | 1     |
| 21    | SUI    | 0  | 1      | 0      | 1     |
| 21    | SWE    | 0  | 1      | 0      | 1     |
| 24    | NED    | 0  | 0      | 3      | 3     |
| 25    | CRO    | 0  | 0      | 1      | 1     |
| 25    | FIN    | 0  | 0      | 1      | 1     |
| Total | Total  | 44 | 44     | 44     | 132   |